# Bill W.
Bill W. (bijnaam van Bill Wilson, East Dorset, Vermont, US, 26 november 1895 - 24 januari 1971) is samen met Dr. Bob uit Akron, Ohio de medestichter van Anonieme Alcoholisten (1935).

## Biografie
Bill W. erkende dat het herhaaldelijk verlangen om te drinken verdween, wanneer de ene alcoholist met een andere alcoholist samenwerkte.
Dit begrip werd een basisprincipe van de nieuwe vereniging en het ontstaan van de zelfhulpgroep.
De basistekst van het boek Anonieme Alcoholisten werd grotendeels geschreven door Bill W. in samenwerking met enkele andere AA’ers van het eerste uur. Sinds de eerste publicatie in 1939 werden van het Big Book, zoals het wordt genoemd, reeds meer dan 22 miljoen exemplaren verkocht en werd het in meer dan 40 talen vertaald. Het boek omvat het revolutionaire Twaalf Stappen herstelprogramma, welke ook door andere doelgroepen gebruikt wordt als herstelprogramma.
In de Twaalf Tradities, welke eerst in het tijdschrift van AA Grapevine ontwikkeld werden en verschenen, ontwierp Bill een duurzame blauwdruk voor de eenheid in AA, verenigd in de unieke principes van anonimiteit, voorzien in eigen financiële behoeften en afstand nemen van verwantschap en politiek.
Naast zijn vele geschriften wijdde Bill zich ook aan het ontwikkelen van een duurzame dienstenstructuur voor de Anonieme Alcoholisten.
In juni 1999 vernoemde Time Magazine, Bill W. als een van de honderd invloedrijkste personen van de twintigste eeuw.
Hij stierf op 24 januari 1971.